# Rollegel
Die Rollegel (Erpobdellidae) sind eine Familie von räuberisch im Süßwasser lebenden Egeln in der Ordnung der Schlundegel. 

## Merkmale
Die kleinen bis mittelgroßen, doch sehr in die Länge dehnbaren Rollegel sind vorn länglich-rund und nach hinten hin leicht abgeflacht. Der sehr muskulöse und feste Körper weist einen vergleichsweise kleinen hinteren Saugnapf und ein wohl entwickeltes Clitellum auf. Die Rollegel besitzen drei bis sechs Paar Augen, die im Kopfbereich in zwei Querreihen angeordnet sind. Der von einer stark vorspringenden Lippe überwölbte Mund weist muskulöse Leisten auf. Der Pharynx ist wie bei allen Schlundegeln lang und kieferlos, der Darmkanal in Anpassung an die räuberische Lebensweise ohne die von anderen, blutsaugenden Egelgruppen bekannten Blindsäcke. Kennzeichnend für die Familie sind die in zahlreichen traubenartigen Bläschen angeordneten Hoden.

## Verbreitung, Lebensraum und Lebensweise
Die Rollegel sind in Nordamerika, Indien und der gesamten Paläarktis einschließlich Chinas verbreitet. Als einzige Art ist Dina maoriana Mason, 1976 in Neuseeland gefunden worden.
Die Egel sind Süßwasserbewohner, die sich räuberisch von Kleintieren ernähren. Die Beute wird mithilfe des muskulösen Pharynx als Ganzes verschluckt.
Am besten untersucht ist der in Europa verbreitete, bis zu 6 cm lange Achtäugige Schlundegel (Erpobdella octoculata), der in Teichen, Seen und langsam fließenden Gewässern anzutreffen ist und vor allem Zuckmücken- und Kriebelmückenlarven sowie Schlammröhrenwürmer erbeutet.

## Fortpflanzungszyklus
Wie alle anderen Egel sind auch die Rollegel Zwitter, die bei der Paarung gegenseitig ihr Sperma austauschen. Dabei umschlingen sich zwei Egel während eines längeren Paarungsakts mit ihren Vorderkörpern gegenseitig. Rollegel besitzen keinen Penis; die Begattung erfolgt mithilfe spindelförmiger, etwa 1 bis 2 mm langer Pseudospermatophoren, die von Drüsen am männlichen Geschlechtsausgang gebildet und bei der Kopulation an einer beliebigen Körperstelle des Sexpartners durch dessen Haut gerammt werden. Im Körper des Partners verlassen die Spermien die Pseudospermatophore und schwimmen zu den Eizellen, um sie zu befruchten. Die entleerten Pseudospermatophoren fallen nach etwa einem Tag ab, doch brauchen die von diesen verursachten Wunden in der Haut des Egels mehrere Wochen, um zu verheilen. Diese hypodermische Insemination (gegenseitige Pseudospermatophoren-Injektion) wird außer bei Rollegeln auch bei Fischegeln und den meisten Plattegeln praktiziert, die im Gegensatz zu den Kieferegeln ebenfalls keine Penisse haben.
Wenige Tage nach der gegenseitigen Begattung bilden beide beteiligte Rollegel aus einem Drüsensekret des Clitellums den ersten Kokon, in den noch während dessen Entstehung die befruchteten Eier gelegt werden. Nachdem der Egel seinen Vorderkörper aus dem Kokon gezogen hat, befestigt er diesen an einer harten Unterlage. Eine kurze Zeit befächelt er ihn noch mit sauerstoffreichem Wasser, verlässt ihn dann aber. Der anfangs noch weiche, durchsichtige Kokon wird innerhalb einer halben Stunden fest und färbt sich braun. In einem Kokon befinden sich zahlreiche kleine dotterlose Eier. Die Embryonen werden durch die lecithinreiche gallertige Nährflüssigkeit im Kokon ernährt. Bei Erpobdella octoculata schlüpfen die 2 bis 3 mm langen Jungegel nach 3 Wochen. Rollegel leben von Geburt an räuberisch und verschlingen ihnen verfügbare Kleintiere.
Da die Eikokons der Rollegel nicht bewacht werden, gibt es teilweise hohe Verlustraten. Wichtige Fressfeinde sind unter anderem Schlammschnecken (Lymnaea), die nach Untersuchungen an den europäischen und nordamerikanischen Rollegeln Erpobdella octoculata und Erpobdella punctata bis zu 30 % der Eikokons fraßen. Auch Kannibalismus an frisch abgelegten, noch weichen Kokons spielt eine Rolle, wobei nur fremde Gelege gefressen werden.

## Systematik
Die innere Systematik der Erpobdellidae ist umstritten. Derzeit sind sechs Gattungen anerkannt. Eine molekulargenetische Analyse von Siddall (2002) ergab jedoch, dass die Gattungen Dina, Mooreobdella, Nephelopsis, Trocheta und Erpobdella s. str. keine monophyletischen Gruppen und teilweise polyphyletisch sind, weshalb er alle unter diesen Gattungen geführten Arten in der erweiterten Gattung Erpobdella zusammenfasste und neben dieser nur die Gattung Motobdella stehen ließ.